# Abromus
Abromus is een geslacht van kevers uit de familie knotshoutkevers (Bothrideridae). De wetenschappelijke naam van het geslacht werd in 1876 gepubliceerd door Edmund Reitter.

## Soorten
Het geslacht omvat de volgende soorten:
- Abromus abeillei
- Abromus algarvensis
- Abromus besucheti
- Abromus brucki
- Abromus coiffaiti
- Abromus comellinii
- Abromus convexus
- Abromus elongatus
- Abromus franzi
- Abromus gigas
- Abromus hervei
- Abromus insularis
- Abromus lusitanicus
- Abromus lusoensis
- Abromus maroccanus
- Abromus meridionalis
- Abromus minhoensis
- Abromus palaui
- Abromus rabatensis
- Abromus rifensis
- Abromus sintrensis
- Abromus vicinus
- Abromus zaerensis
- Abromus zariquieyi